# Carl Wilhelm von Gümbel

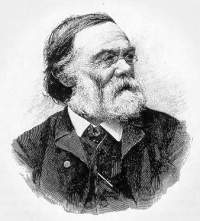
Carl Wilhelm von Gümbel

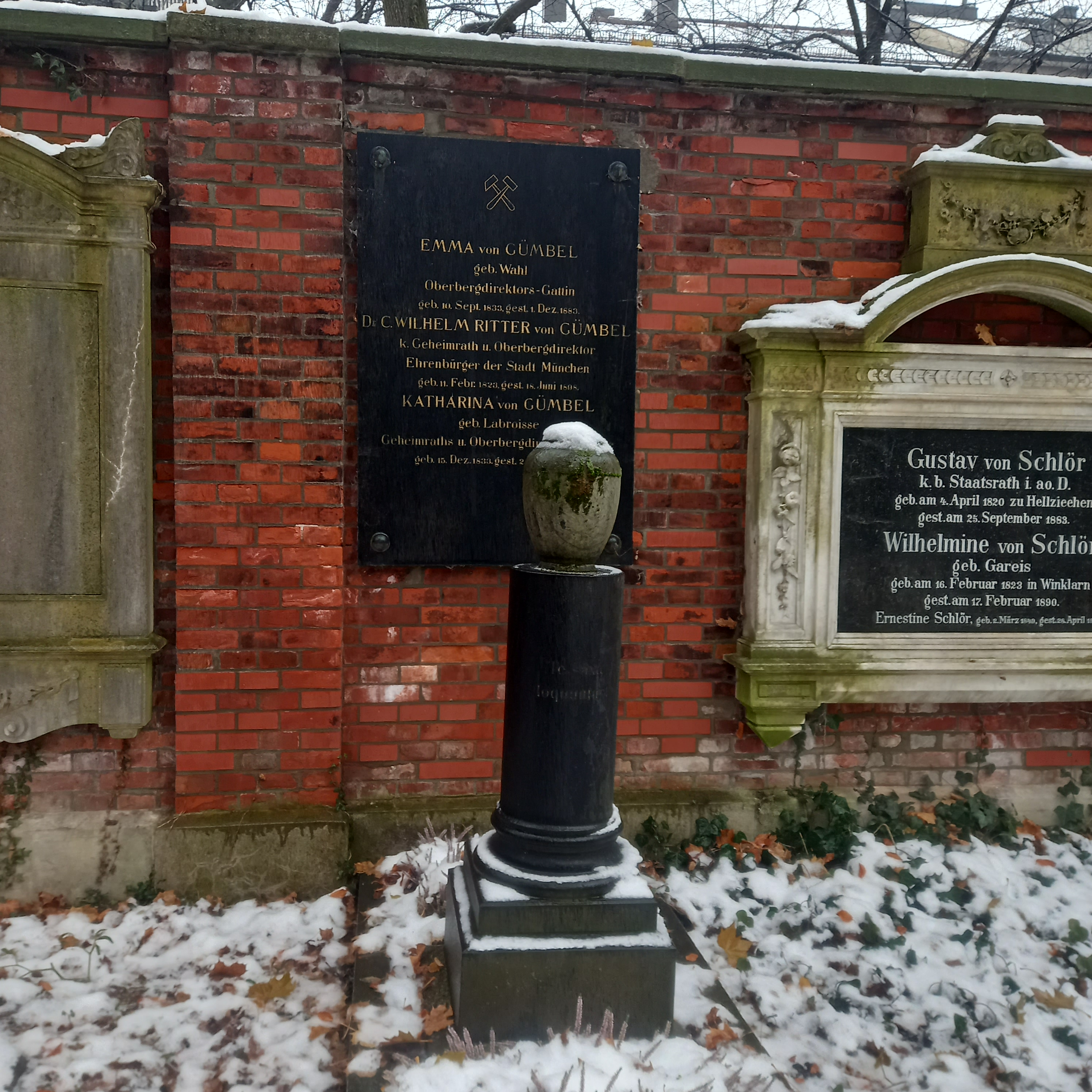
Das Grab von Carl Wilhelm von Gümbel und seinen Ehefrauen Emma geborene Wahl und Katharina geborene Labroisse auf dem Alten Nordfriedhof in München

Carl Wilhelm Gümbel, seit 1882 Ritter von Gümbel, (* 11. Februar 1823 in Dannenfels, Pfalz; † 18. Juni 1898 in München) war ein deutscher Geologe.

## Leben
Carl Wilhelm Gümbel war der Sohn des königlichen Revierförsters Johann Friedrich Gümbel (1775–1841) und der Charlotte Roos (1781–1862). Der Bryologe Wilhelm Theodor Gümbel war sein Bruder.
Nach dem Erwerb des Reifezeugnisses nahm er 1842 an der Universität München ein Studium der Chemie, Zoologie und Mineralogie auf. Auswärtssemester verbrachte er an den Universitäten Heidelberg und Bonn. 1848 beendete er das Studium in München mit dem Examen für den bergmännischen Staatsdienst.
1850 nahm er eine erste Anstellung als Markscheider beim Bergamt St. Ingbert an. Auf Empfehlung Ernst Heinrich von Dechens wurde er 1851 Mitglied der neu errichteten Kommission zur geognostischen Untersuchung Bayerns, die zu seiner Lebensaufgabe wurde. In den folgenden Jahren entstand ein über 3000 Seiten umfassendes Kompendium mit der geognostischen Beschreibung des bayerischen Alpengebietes, seines Vorlandes, des ostbayerischen Grenzgebirges, des Fichtelgebirges und des Frankenwalds sowie der Fränkischen Alb mit dem Keupervorland.
1863 wurde er zum Honorarprofessor für Geologie und Markscheidekunst an der Universität München ernannt. 1869 fand er als ordentliches Mitglied Aufnahme in die Kgl. Bayerische Akademie der Wissenschaften. 1882 wurde er mit dem Ritterkreuz des Verdienstordens der Bayerischen Krone ausgezeichnet und aufgrund der Ordensstatuten durch König Ludwig II. in den persönlichen Adelsstand erhoben. Am 10. März 1893 erhielt er das Komturkreuz dieses Ordens.
Gümbel prägte die Begriffe Regenporphyr und rhaetische Formation sowie Seefelder Schichten. Die durch Matthias von Flurl begründete Geowissenschaftliche Sammlung des Landesamtes für Umwelt wurde durch Belegmaterial samt zugehöriger Akten erheblich erweitert. Er führte ab 1851 eine systematische geognostische Erforschung Bayerns durch. Es ist sein Verdienst, etwa zwanzig Gesteinsarten erstmals beschrieben zu haben.
Sein Sohn war der Archivar Albert Gümbel (1866–1931).

## Auszeichnungen
- 1855: Preis-Medaille 2. Klasse, Verleihung anlässlich der Weltausstellung in Paris
- 1860: Ehrenmitglied der ISIS, Gesellschaft für specielle, besonders vaterländische Naturkunde in Dresden[3]
- 1862: Ehrendoktor der Universität Jena, 23. Mai
- 1862: Preis-Medaille, Verleihung anlässlich der Weltausstellung in London
- 1862: Ernennung zum außerordentlichen Mitglied der bayerischen Akademie der Wissenschaften, 28. November
- 1863: Ernennung zum Ehrenprofessor der Geognosie und Markscheidekunst der philosophischen Fakultät der königlichen Universität München
- 1868: Ritterkreuz I. Klasse des königlichen Verdienstordens vom heiligen Michael, 31. Dezember, Verleihung durch König Ludwig II.
- 1875: Mitglied der Deutschen Akademie der Naturforscher Leopoldina[4]
- 1882: Ernennung zum Mitglied des kgl. Maximilians-Ordens für Wissenschaft und Kunst, 28. Dezember, Verleihung durch König Ludwig II.
- 1883: Ritterkreuz I. Klasse des Herzoglich Sachsen-Ernestinischen Hausordens, 26. Juli, Verleihung durch Herzog Ernst zu Sachsen-Coburg und Gotha
- 1887: Mitgliedschaft im Kapitel des Maximilian-Ordens, 4. Juli, am 7. Mai 1892 und 11. Juni 1897 jeweils um 5 Jahre verlängert durch Prinzregent Luitpold
- 1889: Ehrenbürgerschaft der Stadt München, Ernennung am 1. Januar
- 1889: Ritter II. Klasse des Verdienstordens vom heiligen Michael, 27. Dezember, Verleihung durch Prinzregent Luitpold
- 1895: Komturkreuz des Ordens der Württembergischen Krone, 25. September.

## Ehrungen
- 1895: Gümbelina ruthenica, Benennung einer fossilen Halbkoralle durch Otto Kuntze
- 1896: Gümbelites, Benennung eines obertriadischen Ammoniten durch Edmund Mojsisovics von Mojsvár
- 1899: Gümbelstraße, Benennung in München. Weitere Gümbelstraßen in Amberg (Opf.) und Peißenberg (Obb.) folgten.
- 1933: Gümbelitria, Benennung einer Foraminiferengattung durch Joseph Augustine Cushman
- 1940: Gümbelitrielle Tappan, Benennung einer fossilen Foraminifera
- 1971: Guembelitriodides, Benennung einer fossilen Foraminifera
- 1999: Ehrentafel am Geburtshaus Gümbels in Dannenfels
- 2005: Schutzfelsenhöhle, Ernennung der von Gümbel als Besonderheit entdeckten Höhle im Naturschutzgebiet Max-Schultze-Steig bei Regensburg zum Geotop Nr. 56 in der Liste der bedeutendsten Geotope Bayerns.
- 2007: Carl-Wilhelm-von-Gümbel-Höhle, Benennung der Höhle im Naturschutzgebiet Max-Schultze-Steig in Regensburg zu Ehren des Geologen, der in diesem Gebiet bedeutend gewirkt hat.

## Schriften (Auswahl)
- Über die Gleichstellung der Gesteinsmassen in den nordöstlichen Alpen mit ausseralpinischen Flötzschichten. In: Amtlicher Bericht über die vier und dreissigste Versammlung deutscher Naturforscher u. Ärzte in Carlsruhe im September 1858. Chr. Fr. Müller’sche Hofbuchhandlung, Karlsruhe 1859, S. 80–88, GoogleBooks
- Geognostische Beschreibung des Königreichs Bayern, Erste Abtheilung. 1861, eingeschränkte Vorschau in der Google-Buchsuche, eingeschränkte Vorschau in der Google-Buchsuche
- Geognostische Beschreibung des Königreichs Bayern, Zweite Abtheilung, 1868 eingeschränkte Vorschau in der Google-Buchsuche = archive.org, eingeschränkte Vorschau in der Google-Buchsuche, eingeschränkte Vorschau in der Google-Buchsuche
- Ueber Clymenien in den Uebergangsgebilden des Fichtelgebirges. In: Palaeontographica. Beiträge zur Naturgeschichte der Vorwelt. Band 11, Dritte Lieferung. September 1863, S. 85–165, archive.org
- Ueber den Riesvulkan und über vulkanische Erscheinungen im Rieskessel. München 1870 eingeschränkte Vorschau in der Google-Buchsuche-USA
- Die geognostische Durchforschung Bayerns: Rede in der öffentlichen Sitzung der k. Akademie der Wissenschaften am 28. März 1877 zur Feier ihres einhundert und achtzehnten Stiftungstages gehalten. München 1877 archive.org = eingeschränkte Vorschau in der Google-Buchsuche-USA
- Geognostische Beschreibung des Königreichs Bayern, Dritte Abhteilung, 1879 archive.org = eingeschränkte Vorschau in der Google-Buchsuche-USA
- Geognostische Beschreibung des Königreichs Bayern, Vierte Abtheilung, Geognostische Beschreibung der Fränkischen Alb (Frankenjura), Kassel 1891 archive.org = eingeschränkte Vorschau in der Google-Buchsuche-USA